# Konstytucja Wybrzeża Kości Słoniowej
Konstytucja Republiki Wybrzeża Kości Słoniowej – ustawa zasadnicza Republiki Wybrzeża Kości Słoniowej uchwalona w 2016 roku. Jest trzecią z kolei konstytucją tego kraju. Złożona jest z preambuły i 16 rozdziałów obejmujących 184 artykuły.

## Prace nad Konstytucją
Podczas kampanii wyborczej przed wyborami prezydenckimi w 2015 roku ówcześnie urzędujący prezydent Alassane Ouattara obiecał zastąpienie Konstytucji nową, którą uważano za przyczynę wybuchu wojny domowej w 2002 i 2011 roku. Po zwycięskich wyborach prezydent Ouattara powołał 1 czerwca 2016 panel ekspertów w celu opracowania projektu nowej ustawy zasadniczej. Projekt został zatwierdzony przez Zgromadzenie Narodowe 11 października 2016 roku większością głosów. Referendum konstytucyjne odbyło się 30 października 2016; za nową konstytucją opowiedziało się 93,42% głosujących.

### Najważniejsze zmiany
- utworzono drugą izbę parlamentu – Senat;
- kandydatem na prezydenta może być osoba z obywatelstwem iworyjskim, której przynajmniej jeden z rodziców jest pochodzenia iworyjskiego; obniżono minimalny wiek do 35 lat oraz zniesiono górną granicę wieku dla kandydata, która wynosiła 75 lat;
- wprowadzono urząd wiceprezydenta, który zastępuje prezydenta w przypadku jego śmierci lub rezygnacji;
- wprowadzono prawo dzieci do edukacji, zakaz pracy dzieci, promowanie udziału kobiet w życiu publicznym, równouprawnienie płci (m.in. w zatrudnieniu).